# Farol de D. Luís
O farol de D. Luís, também conhecido por farol do Ilhéu dos Pássaros ou farol de Porto Grande,  é um farol cabo-verdiano que se localiza no ilhéu dos Pássaros à entrada da baía do Porto Grande no município de São Vicente, a cerca de 3,5 km a noroeste do Mindelo.
É uma torre branca hexagonal em forma de pirâmide truncada, com lanterna vermelha e cinco metros de altura.

## Outras informações
- Característica da luz: fl. 1s, ec. 2s; fl. 1s, ec. 2s; fl. 1s, ec. 5s